# جوقة (موسيقى)
الجوقة (تُسمى أيضًا الكورال أو الخورُس أو الكورس أو المجموعة الصوتية) هي فرقة موسيقية من المغنيين. موسيقى الكورال، بدورها، هي الموسيقى المكتوبة بشكل خاص من أجل الفرقة التي ستؤديها. يمكن للجوقة تأدية مؤلفات الموسيقى الكلاسيكية، التي تمتد من العصور الوسطى حتى وقتنا الحاضر، أو مؤلفات الموسيقى الشائعة. يترأس الجوقة عادةً قائد الفرقة (الكوندكتر)، الذي يقود العروض عبر إيماءات اليدين والوجه .
تُعرف جملة المغنيين الذين يؤدون بشكل جماعي باسم الجوقة أو الكورس. غالبًا ما يُطلق المصطلح السابق على المجموعات التابعة للكنائس (سواء كانوا يشغلون جوقة الكنيسة أم لا) أما الثاني فيُطلق على مجموعات المسارح وقاعات العروض، إلا أن هذا التصنيف غير ثابت. قد تغني الجوقات بدون الآلات الموسيقية، مترافقةً فقط مع البيانو أو الأرغن ذو الأنابيب، ومع فرقة صغيرة (على سبيل المثال، هاربسكورد، وتشيلو وكمان أجهر من أجل قطعة باروك)، أو مع أوركسترا كاملة تضم 70 إلى 100 موسيقي.
يمتلك مصطلح الجوقة تعريفًا ثانويًا يشمل مجموعة فرعية من الفرقة الموسيقية؛ قد يتكلم المرء مثلًا عن «جوقة آلات النفخ» التابعة للأوركسترا، أو مختلف «جوقات» الأصوات أو الآلات في التأليف الموسيقي متعدد الكورال. في الأوراتوريو والقداس النموذجين اللذين امتدا من القرن الثامن عشر إلى القرن الحادي والعشرين، عادةً ما يُستخدم مصطلح كورس أو جوقة عند وصف أكثر من مغن واحد لكل جزء، على النقيض من رباعية العازفين المنفردين التي ميزت هذه الأعمال بدورها.

## بنيتها
غالبًا ما يقود الفرقة الموسيقية الكوندكتر أو قائد الجوقة. في أغلب الأحيان، تتكون الجوقة من أربعة أقسام تغني في انسجام رباعي الأجزاء، إلا أنه لا وجود لعدد محدد من الأقسام الممكنة بشرط وجود مغن يؤدي كل قسم: كتب توماس تاليس موتيهًا مؤلفًا من 40 جزءًا بعنوان سبيم إن آليوم، إذ أدته ثماني جوقات بخمسة أجزاء لكل منها؛ أما ستابات ماتر لكرزيستوف بينديريكي فشملت ثلاث جوقات من 16 صوتًا لكل منها، بإجمالي 48 جزء. بالإضافة إلى أربعة، فإن عدد الأجزاء الأكثر شيوعًا هو ثلاثة، وخمسة، وستة وثمانية.
قد تغني الجوقة مع عزف الآلات الموسيقية المرافق أو بدونه. يُسمى الغناء غير المترافق مع عزف الآلات أكابيلا (رغم أن جمعية مخرجي الكورال الأمريكية تشجع على استبدال وصف موسيقا «غير مترافقة» بهذا المصطلح، يعود ذلك إلى ارتباط الغناء في الأكابيلا مع «حدوثه في المصلى الكنسي» إذ تُعتبر الموسيقا غير المترافقة اليوم علمانية). تتنوع الآلات المرافقة بشكل واسع، من آلة واحدة فقط (بيانو أو أرغن ذو أنابيب) إلى أوركسترا كاملة تضم 70 إلى 100 موسيقي؛ غالبًا ما يُستخدم بيانو أو أرغن مرافق في البروفات، حتى مع وجود توزيع آلي مختلف في العرض الأصلي، أو مع تدرب الجوقة على الموسيقا غير المترافقة.
تؤدي الكثير من الجوقات في مكان واحد أو أكثر مثل الكنيسة أو دار الأوبرا أو قاعة المدرسة. تتشارك الجوقات في بعض الحالات مع بعضها لتشكل جوقة «جماعية» واحدة تؤدي عرضًا خاصًا. في هذه الحالة، تغني هذه الجوقة سلسلة من الأغاني أو الأعمال الموسيقية من أجل الاحتفال بالآخرين أوالترفيه.

### دور قائد الفرقة
تُعد قيادة الفرقة الموسيقية فنًا في توجيه الأداء الموسيقي، مثل حفلات الكورال الموسيقية، عن طريق إيماءات الوجه والرأس والذراعين المرئية. تتمثل واجبات قائد الجوقة الرئيسية في توحيد الموسيقيين، وضبط سرعة الإيقاع، وتطبيق الترتيبات والنبضات (المازورة) إلى جانب الإنصات الدقيق من أجل تشكيل صوت الفرقة.
عادةً ما يقف قائد الفرقة أو مخرج الكورال على منصة مرتفعة وقد يستخدم الباتون أو لا يستخدمه؛ يوفر استخدام الباتون مرئيةً أكبر لإيماءات قائد الفرقة، لكن يفضل العديد من قادة الكورال قيادة الفرقة الموسيقية عبر أيديهم من أجل تعبير أكبر، وخاصةً عند العمل مع فرقة صغيرة. مع دخول العقد الأول من القرن الواحد والعشرين، لم يعد مرجحًا مشاركة القادة في عزف آلة موسيقية، لكن في الفترات السابقة من تاريخ الموسيقا الكلاسيكية، كانت قيادة الفرقة الموسيقية بالترافق مع عزف آلة موسيقية أمرًا شائعًا. في موسيقا الباروك التي امتدت من أوائل القرن السابع عشر حتى خمسينيات القرن الثامن عشر، ترافق أداء قادة العقد الأول من القرن الحادي والعشرين الحالية مع عزف الهاربسكورد أو الكمان. قد يعزف قائد الفرقة البيانو بالإضافة لقيادته الفرقة في أوبرا البت على المسارح الموسيقية. عادةً ما يكون التواصل غير لفظي أثناء العرض (يُعتبر هذا حالةً إلزاميةً في الموسيقا الفنية، لكن من الممكن وجود بعض التوجيهات الكلامية في فرق الجاز الكبيرة أو فرق البوب الموسيقية الكبيرة). ومع ذلك، في البروفات، غالبًا ما يوجه قائد الفرقة تعليمات لفظية إلى الفرقة الموسيقية، باعتباره يعمل عمومًا، بالإضافة إلى القيادة، كمخرج فني يشذب أداء الفرقة الموسيقي.
يعمل قادة الفرق كمرشدين للجوقة التي يقودونها. إذ يختارون الأعمال التي ستُعزف ويدرسون درجاتها، وقد يضيفون بعض التعديلات عليها (على سبيل المثال، ما يتعلق بسرعة الإيقاع، وتكرارات الأقسام، وتعيين الأصوات المنفردة وما إلى ذلك)، ويجدون طريقة أدائها المناسبة ومن ثم ينقلون رؤيتهم إلى المغنيين. علاوةً على ذلك، قد تقع مسؤولية قيادة فرق عزف الآلات الموسيقية على عاتق قائد الفرقة، مثل الأوركسترا عندما تغني الجوقة قطعةً موسيقيةً للجوقة والأوركسترا في آن واحد. من الممكن أن ينخرط قادة الفرقة في الشؤون التنظيمية أيضًا، مثل تحديد مواعيد البروفات، وتخطيط موسم الحفلات، وسماع تجارب الأداء والترويج للفرقة الموسيقية إعلاميًا.